# Bigfoot Family
Bigfoot Family è un film d'animazione franco-belga del 2020, diretto da Ben Stassen e Jeremy Degruson.
È il sequel di Bigfoot Junior del 2017.

## Trama
Due mesi dopo aver convinto suo padre, Bigfoot, a tornare a casa, il giovane Adam viene sopraffatto dall'attenzione che la ritrovata fama di suo padre ha portato alla famiglia. Sta anche lottando per confessare i suoi sentimenti alla sua cotta Emma.
Bigfoot vuole usare la sua fama per una buona causa e decide che proteggere una grande riserva naturale da una losca compagnia petrolifera in Alaska è l'occasione perfetta. Adam aiuta suo padre caricando un video promozionale sui social media. Squadre di manifestanti arrivano per sostenere Bigfoot, che scompare misteriosamente una notte. Adam e sua madre Shelly viaggiano per trovarlo e salvarlo insieme ai loro amici animali.
Arrivando in Alaska, Adam e Shelly incontrano il manifestante che ha visto per l'ultima volta Bigfoot, Arlo Woodstock. Shelly segue Arlo nell'ultima posizione in cui ha visto Bigfoot, mentre Adam e i suoi amici animali subiscono un'imboscata da parte dei lavoratori della compagnia petrolifera. Fugge e incontra un lupo, con il quale fa un patto. Il lupo lo guida dove lavora la compagnia petrolifera prima di partire. Adam scopre che Arlo lavora davvero per l'azienda e ha preso Shelly; Adam sfugge alla cattura da lui.
Adam si infiltra nei terreni dell'azienda. Il terribile ed infido magnate ed uomo d'affari e proprietario dell'azienda, Conor Mandrake, si sta preparando a distruggere la valle usando una bomba, in modo da poter estrarre più facilmente il petrolio attuale. Dopo aver liberato Shelly, così come suo padre, anch'egli rapito dalla compagnia, Adam fugge con loro. Tornando indietro, disinnescano la bomba. Conor li affronta e Adam lo registra, esponendo lo schema.
Adam carica la registrazione della confessione di Conor. Conor e Arlo vengono arrestati. Adam in seguito incontra Emma e lei rivela di aver accidentalmente inviato un video che le espone i suoi sentimenti. Chiede a Emma di uscire e, dopo aver sconfitto in maniera vendicativa i bulli cattivi con l'aiuto degli animali, lei accetta, baciando Adam mentre la sua famiglia che lo ascolta si congratula con lui.

## Distribuzione
Le date di uscita internazionali sono state:
- 5 agosto 2020 in Francia e Belgio
- 30 settembre 2020 nella Svizzera romanda